# Stazione di Pesche
Stazione di Pesche vasútállomás Olaszországban, Molise régióban, Pesche településen.

## Vasútvonalak
Az állomást az alábbi vasútvonalak érintik:
- Termoli–Venafro-vasútvonal

## Kapcsolódó állomások
A vasútállomáshoz az alábbi állomások vannak a legközelebb: 
- Stazione di Isernia
- Stazione di Pettoranello